# Садчикова, Зоя Васильевна
Зоя Васильевна Садчикова (1920 —2003) — советский инженер-механик, лауреат Государственной премии СССР (1967).
Родилась в 1920 году.
Окончила Московский химический политехникум им. Ленина (1941, до 1943 г. работала на заводе) и Московский институт химического машиностроения (МИХМ) (1948).
С 1948 года работала на Электростальском машиностроительном заводе (изготовитель тепловыделяющих элементов): инженер-технолог, старший инженер-технолог.
Лауреат Государственной премии СССР (1967) — за разработку и освоение технологии производства ядерного топлива для Нововоронежской АЭС.
Дата смерти 11 апреля 2003 год.